# Ophiomastix flaccida
Ophiomastix flaccida är en ormstjärneart som beskrevs av George Richard Lyman 1874. Ophiomastix flaccida ingår i släktet Ophiomastix och familjen Ophiocomidae. Inga underarter finns listade i Catalogue of Life.